# Eupelops berlesei
Eupelops berlesei är en kvalsterart som först beskrevs av Oudemans 1929.  Eupelops berlesei ingår i släktet Eupelops och familjen Phenopelopidae. Inga underarter finns listade i Catalogue of Life.